# داش‌آلفی
داش‌آلفی (ترکی آذربایجانی: Dashalfy) یک منطقهٔ مسکونی در جمهوری آرتساخ است که در استان کاشاتاق واقع شده‌است.